# Natalia Cigliuti
Natalia Cigliuti (ur. 6 września 1978 w Nowym Jorku) – amerykańska aktorka.
Ze związku z Robem Rizzo ma syna Kadena Roberta Rizzo.

## Filmografia
Filmy:
- 1999: Simon wkracza do akcji (Simon Sez) jako Claire
- 2001: Joe Dirt jako studentka
- 2001: Komedia romantyczna (Romantic Comedy 101) jako Jennifer
- 2002: St. Sass jako Evan
- 2002: Reality Check jako Serendipity
- 2010: You Can't Have It All jako Roz
- 2010: Podniebni przemytnicy (Kill Speed) jako Rosanna
- 2011: Danni Lowinski jako Charlotte
- 2013: Zawiedziona (A Woman Betrayed) jako Sidney Marshall; film TV

Seriale:
- 1993–1995: Saved By The Bell: The New Class jako Lindsay Warner
- 1997: Beverly Hills, 90210 jako Chloe Davis (gościnnie)
- 1997: W słońcu Kalifornii (Pacific Palisades) jako Rachel Whittaker
- 1999–2000: Odd Man Out jako Paige Whitney
- 2000: Sabrina, nastoletnia czarownica (Sabrina, the Teenage Witch) jako Mindy (gościnnie)
- 2000: Różowe lata siedemdziesiąte (That ’70s Show) jako Łatwa i przyjemna (gościnnie)
- 2000: V.I.P. jako Caitlin Kittridge (gościnnie)
- 2001: Między nami facetami (Some Of My Best Friends) jako Jody (gościnnie)
- 2003: CSI: Kryminalne zagadki Miami (CSI: Miami) jako Toni (gościnnie)
- 2004–2006: Wszystkie moje dzieci (All My Children) jako Anita Santos Warner
- 2008–2009: Raising the Bar jako Roberta „Bobbi” Gilardi
- 2010–2011: G.I. Joe: Renegaci (G.I. Joe: Renegades) jako Scarlett (głos)
- 2011: Zbrodnie Palm Glade (The Glades) jako detektyw Sam Harper (gościnnie)